# Arte de paisaje urbano

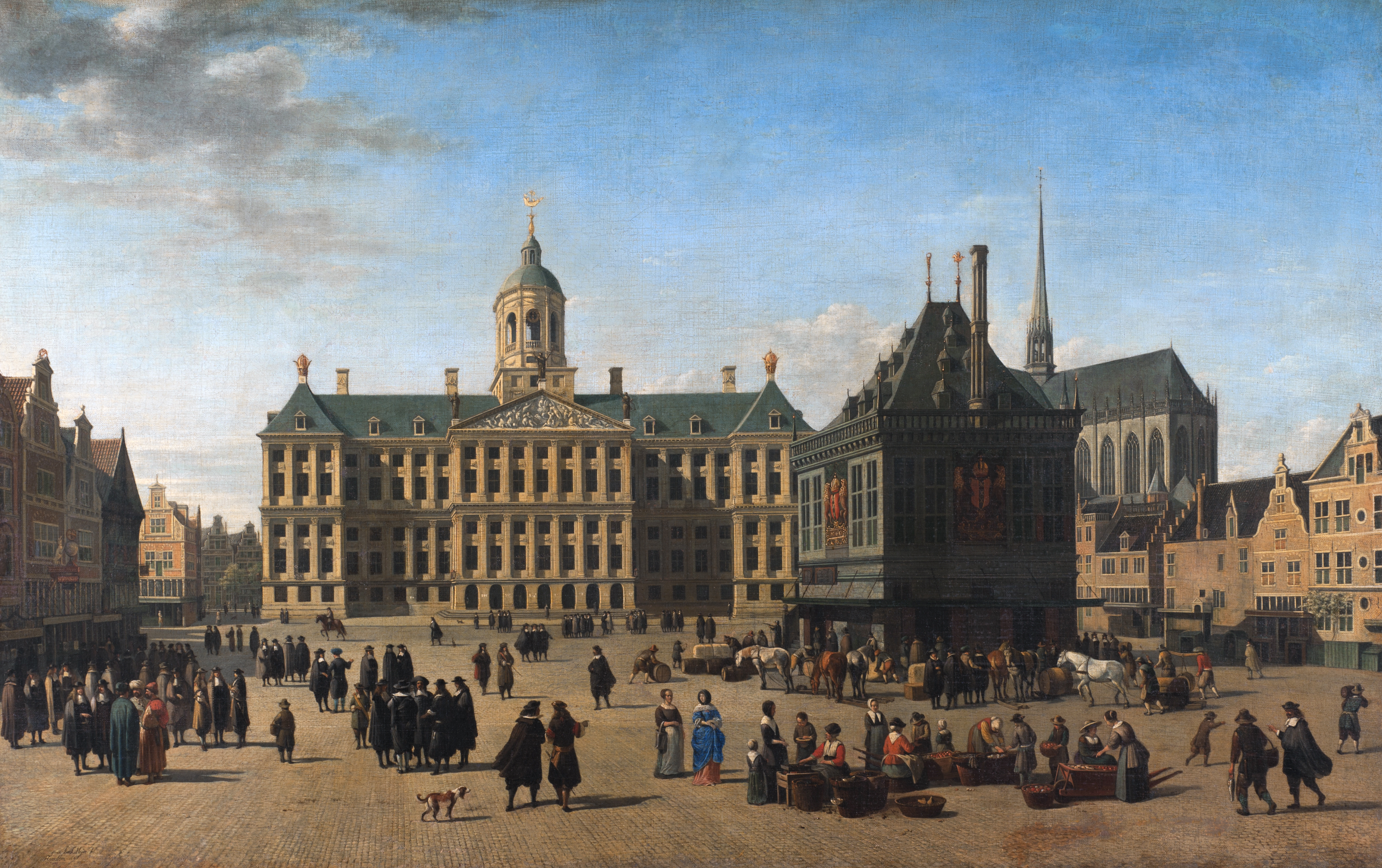
Plaza Dam, Ámsterdam, por Gerrit Adriaensz Berckheyde, c. 1660.

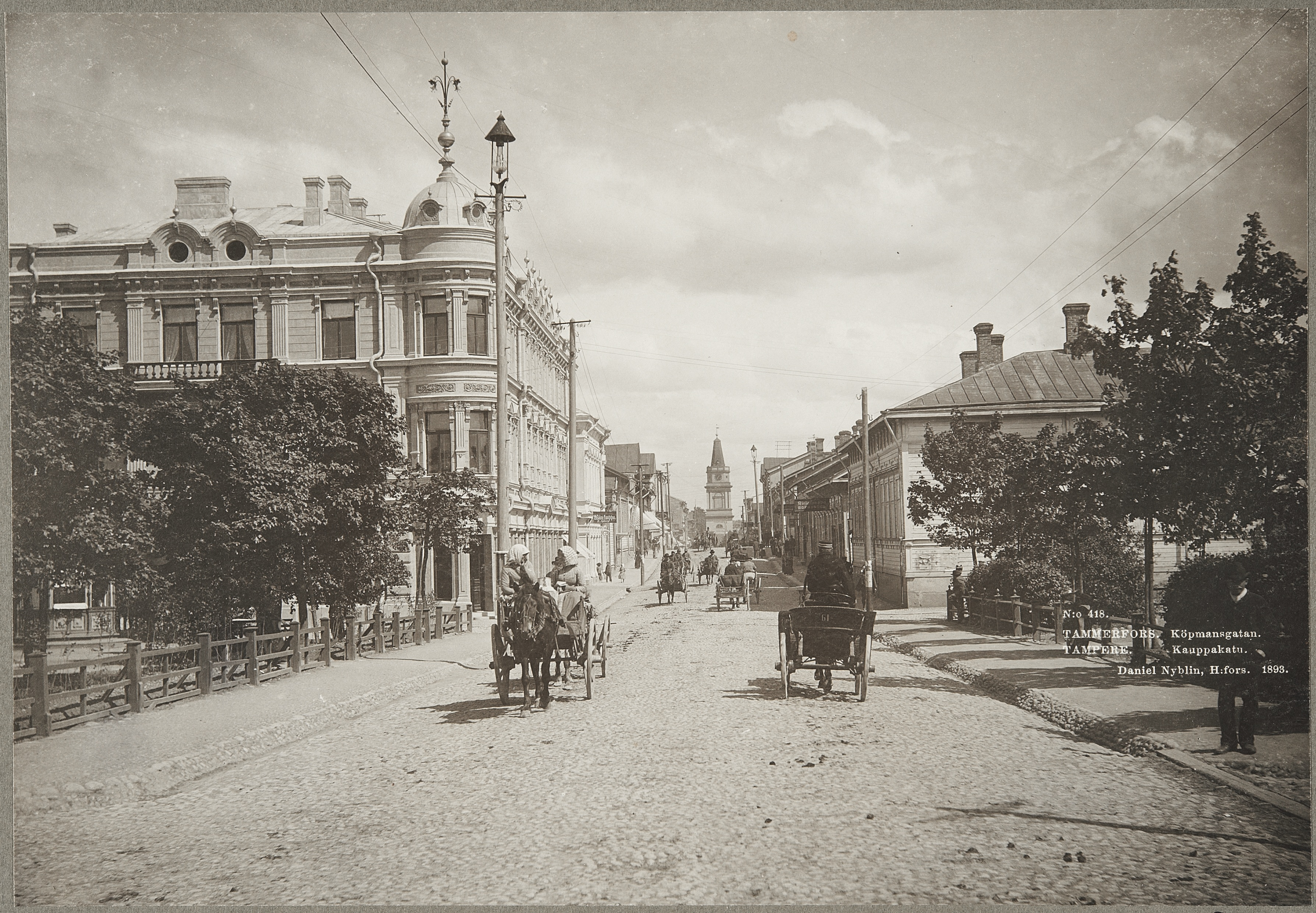
Foto de Tampere, Finlandia, años 1890.

En las artes visuales, el arte de paisaje urbano o arte de paisaje de ciudad es una representación artística, como una pintura, dibujo, grabado o fotografía, de los aspectos físicos de una ciudad o área urbana. Es el equivalente urbano del arte del paisaje de naturaleza. El paisaje de pueblo implica diferencia en tamaño y densidad urbanos, así como el hecho de modernidad con respecto al paisaje de ciudad. En diseño urbano, los términos se refieren a la configuración de formas construidas y espacio intersticial. A finales del siglo XIX, los impresionistas se centraron en la atmósfera y la dinámica de la vida cotidiana en la ciudad. Las áreas suburbanas e industriales, las arquitecturas y las estaciones de ferrocarril también se convirtieron en temas de paisajes urbanos.